# Porodittia triandra
Porodittia triandra là một loài thực vật có hoa trong họ Calceolariaceae. Loài này được (Cav.) G. Don miêu tả khoa học đầu tiên năm 1838.